# Час Маврикію
|  | UTC-1 | Час Кабо-Верде |
|  | UTC   | Західноєвропейський час · Час за Гринвічем                                                                                  |
|  | UTC+1 | Центральноєвропейський час · Західноафриканський час · Західноєвропейський літній час                                       |
|  | UTC+2 | Східноєвропейський час · Центральноафриканський час · Західноафриканський літній час · Південноафриканський стандартний час |
|  | UTC+3 | Східноєвропейський літній час · Східноафриканський час                                                                      |
|  | UTC+4 | Час Маврикію · Час Сейшельських Островів                                                                                    |

Час Маври́кію (англ. Mauritius Time, MUT) — часовий пояс, який використовується у Маврикії. Час відрізняється від UTC на чотири години: UTC+4.
Перехід на літній час відбувся 2008 року. Годинник було переведено у UTC+5 26 жовтня 2008 року, і назад — 29 березня 2009 року у три години ночі за місцевим часом. Після цього перехід не практикується.